# Agrapha (geslacht)
Agrapha is een geslacht van vlinders van de familie Uilen (Noctuidae), uit de onderfamilie Plusiinae.

## Soorten
- A. ahenea Hübner, 1821
- A. amydra (Dufay, 1972)
- A. asteia (Dufay, 1972)
- A. astrapaea (Dufay, 1972)
- A. caelata (Dufay, 1972)
- A. calceolaris Walker, 1857
- A. crinoides (Dufay, 1972)
- A. dargei (Dufay, 1972)
- A. epargyra (Dufay, 1968)
- A. etiennei (Dufay, 1975)
- A. fulgens (Dufay, 1972)
- A. gammaloba (Hampson, 1910)
- A. gemmata (Dufay, 1972)
- A. griveaudi (Dufay, 1968)
- A. isospila (Dufay, 1972)
- A. karthalae (Dufay, 1982)
- A. laqueata (Dufay, 1968)
- A. leucostigma (Dufay, 1968)
- A. meretricia Schaus, 1911
- A. micans (Dufay, 1968)
- A. orbifer (Guenée, 1865)
- A. pauliani (Dufay, 1968)
- A. perispomena (Dufay, 1972)
- A. perplexa (Dufay, 1975)

- A. phoceoides (Dufay, 1972)
- A. polycampta (Dufay, 1972)
- A. porphyrea (Dufay, 1970)
- A. proseides (Dufay, 1972)
- A. psileia (Dufay, 1975)
- A. rubronitens (Dufay, 1972)
- A. scoteina (Dufay, 1972)
- A. selagisma (Dufay, 1972)
- A. seyrigi (Dufay, 1968)
- A. triteia (Dufay, 1972)